# 顯晶石
顯晶石（英語：Phenerite）  是一種火成岩，是由可以用肉眼區分的大晶體組成的
。 而隱晶岩中的晶體，太小而無法用肉眼分辨。顯晶質的組織是由岩漿在地下深處緩慢冷卻時造成的，再此環境下晶體的生長時間較長。
顯晶石通常也被描述為粗粒或大結晶岩石。
侵入岩的特點是晶體大，可由肉眼看到各個晶體，因此也屬 顯晶質
。 侵入岩很少有流紋跡象，因為它們的礦物在岩漿停止流動后，才形成結晶。所以在岩石組織和結構上無流紋跡象